# Særslev Kirke (Nordfyns Kommune)
 For alternative betydninger, se Særslev Kirke. (Se også artikler, som begynder med Særslev Kirke)
Særslev Kirke er en kirke i Særslev på Fyn i Særslev Sogn, Nordfyns Kommune.
Kirken har tidligere været helliget Sankt Nikolaus og består af skib og kor, tårn mod vest og våbenhus mod syd.
Kirken er i sine ældste dele en anselig romansk bygning, opført
af tildannede granitkvadre på en to skifter høj, profileret sokkel.
Enkelte af de romanske vinduer og begge de oprindelige, rundbuede døre er bevarede.
I den senere middelalder er skibets og korets gavle blevet fornyet af munkesten, et stort
tårn og våbenhuset opført, samt kirken overhvælvet.
I 1894 blev kirken restaureret. Altertavlen har et maleri (Kristus på korset)
fra det 18. århundrede. Granitdøbefonten er romansk, rigt prydet med løvværksslyngninger og
rebsnoninger på kummen. En enkel prædikestol er fra det 19. århundrede.
I koret findes mindetavler over præsten Peder Jørgensen Aaby og hustruer,
og over provsten Bertel Wichmand og hustru.
Ved galgehøjen lige vest for kirken har der været en hellig kilde Møkilden.
Særslev Kirke blev i begyndelsen af 14. århundrede henlagt til Sankt Knuds Kloster i Odense
og blev betjent af en munk herfra. Efter at sognet var blevet et selvstændigt pastorat,
kom præstegården til at ligge i Hemmerslev, og først 1654, efter en brand, flyttedes den til Særslev.